# Bodega Redonda
Bodega Redonda, situado en Utiel (Valencia) España, se trata de un edificio emblemático de 1891 que desde 1986 alberga la Sede del Consejo Regulador de la D.O. Utiel-Requena.

## Museo del Vino
La bodega es una construcción de 1891 que estuvo funcionando mecánicamente hasta 1957. Durante su periodo de bodega en funcionamiento pasó por varios dueños. En primer lugar, fue mandada construir por una familia rica cosechera de la zona que pronto la alquiló a comerciantes suizos y franceses. Ya en los años 20, volvió a ser arrendada, esta vez, por la Cooperativa Agrícola de Utiel que acabó comprándola. Por la singularidad de su construcción y su modernismo, figuró su maqueta como modélica en la Estación Enológica de Requena. Está formada por dos edificios:
- Una bodega de forma circular, la cual le otorga el nombre más conocido entre los habitantes de la Denominación de Origen Utiel Requena, “Bodega Redonda”. Cien años después convertida en Museo de la Vid y del Vino y que ha supuesto la conservación de este inmueble.
- Otra construcción de forma rectangular fruto de una ampliación de la Bodega Redonda en los años 30, cuando era edificio de la Cooperativa Agrícola de Utiel. En esta última construcción se encuentran las oficinas del Consejo Regulador Denominación de Origen Utiel Requena desde 1986, organismo cuyas funciones para elaborar un vino de calidad son vitales: control de calidad de los vinos, protección y promoción de las variedades que se cultivan en esta zona y, por último, una labor informativa y promocional.

La Bodega es una de las más peculiares en España por su forma circular, pues solo existen 3 más como esta (en Cariñena, Jerez y Tomelloso). Una edificación única sin pilar central en el que sustentarse, que diseñó el arquitecto valenciano – discípulo de Gustave Eiffel – Demetrio Ribes. Fue construida con materiales nobles: piedra, ladrillo, macizo, hierro y madera. Destaca su vistoso tejado cónico y la construcción de su cubierta interior, no solo por los haces de madera noble sino también por la estructura férrea de vigas, arcos y contrafuertes que la sustentan, muy propia de la construcción  típica del modernismo decimonónico. También llaman la atención las piezas de azulejos típicos valencianos que aún se conservan en algunos de los depósitos, en los que se almacenaba el vino.
El Museo distingue varias secciones: la parte central que alberga la exposición permanente de “La Historia de la DO Utiel-Requena en imágenes” que abarca desde los primeros yacimientos ibéricos hasta la última visita de SS.MM. Reyes de España, el 16 de marzo de 2006. Dos pasillos en torno a esta zona central, uno de ellos con utensilios para el cultivo del viñedo y el otro pasillo con instrumental para la elaboración y análisis de uvas. Todos estos utensilios han sido donados desinteresadamente por ciudadanos de la Denominación de Origen de la DO Utiel – Requena. Y en la parte superior, hay una exposición de vinos de todas las bodegas embotelladoras de la DO Utiel – Requena. 
Además en este se celebran conferencias y presentaciones con cierta frecuencia. Puede considerarse como monumento de gran importancia por su significación cultural. Es el primer centro en la comarca que homenajea a la principal actividad utielana en la que participan los habitantes de su término y de todo el ámbito territorial que se integra; pudiendo lograr significación regional, ya que no hay en la Comunidad Valenciana un área de tan gran extensión dedicada al viñedo, ni producción vinícola que la supere.
Desde enero de 2007, el Consejo Regulador de la Denominación de Origen Utiel –Requena abre al público el centenario Museo todos los días del año. La Bodega Redonda tiene acceso libre para las personas interesadas en la cultura del vino de esta región, que podrán disfrutar de una visita guiada y de una cata comentada de uno de los vinos seleccionados por el Consejo Regulador de la Denominación de Origen Utiel – Requena. 
La visita guiada al Museo está organizada de modo didáctico ya que se basa en el conocimiento de todas las etapas del proceso productivo de una forma amena y sencilla. La exposición se inicia con  la preparación de la tierra para el cultivo del viñedo; continúa con la vendimia; el transporte de la uva hasta la bodega y la elaboración propia del vino. También podemos encontrar el Taller de los Sentidos un juego de aromas en el que el visitante deberá probar su olfato tratando de adivinar los 22 aromas que encontraremos en el Museo. La visita finaliza con la cata de un vino seleccionado por el Consejo Regulador Utiel-Requena.
La exposición permanente “La Historia de la DO Utiel-Requena en imágenes” fue inaugurada el 29 de marzo de 2007. Además de esta exposición permanente, se realizó una exposición itinerante, que hasta el momento, ha recorrido 5 localidades de la comarca. Ambas destinadas a poder mostrar la tradición vitivinícola de Utiel Requena y enseñar, de forma didáctica, como la cultura del vino impregna muchos aspectos cotidianos de la región.  
Esta exposición es uno de los nuevos alicientes que el Consejo Regulador de la Denominación de Origen Utiel-Requena añade a la Bodega Redonda para fomentar el enoturismo y atraer visitas a este museo centenario. 
El Museo del Vino – Bodega Redonda es uno de los socios pertenecientes a la Ruta del Vino. Desde 1999, fecha de fundación de la Asociación Ruta del Vino, la oficina se encuentra en las mismas dependencias del Consejo Regulador D.O. Utiel-Requena.

## Ubicación
La Denominación de Origen Utiel Requena se sitúa al oeste de la Comunidad Valenciana, en una meseta que oscila entre 600 y 900 m sobre el nivel del mar.
Actualmente, unos siete mil viticultores trabajan las 41.000 hectáreas de viñedo que posee la Denominación de Origen Utiel Requena, distribuida entre los términos municipales de Camporrobles, Caudete de las Fuentes, Fuenterrobles, Requena, Siete Aguas, Sinarcas, Utiel, Venta del Moro y Villargordo del Cabriel.
Toda una Denominación de Origen cuya principal fuente de ingresos ha sido desde hace más de 20 siglos, el VINO. El cultivo de la vid se realiza ininterrumpidamente en estas tierras desde época ibérica (s. VII a. C) según los restos arqueológicos hallados en el yacimiento ibérico de Kelin en Caudete de las Fuentes, y a partir de mediados del siglo XIX se realiza de forma intensiva.
Utiel es uno de los principales núcleos de la llamada Valencia – castellana y el centro natural y geográfico de la Denominación de Origen Utiel Requena. Dista 82 km de la capital, a la que está unida por ferrocarril y por moderna autovía, que a su vez la enlazan con Madrid. Además cuenta en su municipio con otras importantes vías de comunicaciones nacionales e interprovinciales.

## Inicios, un poco de historia
En la primera mitad del siglo XIX fue acelerándose el aumento de viñas, sobre todo en el término de Utiel que se convirtió en bodega abastecedora de la Serranía de Cuenca. El resto de municipios de la comarca permanecieron más rezagados por no existir un mercado importante hacia donde orientar la producción excedentaria.
A partir de la segunda mitad del siglo XIX con la apertura de la carretera de las Cabrillas, en 1847, punto de unión con la ciudad de Valencia y su puerto del Grao, se produjo una gran expansión vitícola, que conllevó el origen de las primeras asociaciones de cosecheros, siendo la primera el Gremio de Cosecheros de Utiel, nacido en 1861 entre un grupo de 35 importantes propietarios, que pretendían un perfeccionamiento de las técnicas de cultivo y elaboración, así como cierto control sobre el comercio local y exterior, una de sus mayores innovaciones sería la adaptación del arado “horcate”, además propició la aparición de numerosos caseríos y un gran desarrollo demográfico de las aldeas.
La inauguración del ferrocarril Valencia – Utiel, 1887, solucionó los problemas derivados del transporte, consolidándose el flujo vinícola desde las bodegas comarcales hasta el lugar de embarque. Por ello el ferrocarril pronto acaparará la mayor parte del transporte del vino dando lugar a la formación de verdaderos barrios de bodegas en los alrededores de cada estación, Requena, San Antonio, y muy especialmente Utiel, dado que en esta ciudad tenía término la vía férrea. Más de 50 bodegas llegaron a contarse en este “Barrio de las Bodegas de Utiel”. De esta época data la “Bodega Redonda”.
No obstante la principal causa que motivó este crecimiento y propició la demanda exterior de vinos fue la escasa producción francesa, afectada por la crisis del oidium (1852-1862); ya que en esta zona los ataques apenas hicieron mella (los informes municipales de Utiel y Requena estimaban que en 1858 había sido afectada una octava parte del viñedo, pero que la pérdida de cosecha era mínima).
Tras la crisis del oidium, los viñedos europeos se vieron afectados por una nueva plaga: la filoxera, insecto parásito de la vid que puede provocar la muerte de la planta sobre la que vive. Esta plaga arrasó la casi totalidad de los viñedos europeos entre 1868 y 1900. En España empezó a causar estragos hacia 1880, sólo se mantenían sanos los viñedos de la Mancha, Murcia y Valencia, que por esta razón, se habían convertido en los principales mercados abastecedores de la gran demanda internacional, especialmente francesa. En este periodo de crisis y encontrándose los viñedos catalanes invadidos también por la filoxera, Francia se dirigió a tierras valencianas para subsanar su déficit. Así fue como la viticultura valenciana, que ya atravesaba una buena etapa, se encontró con una demanda de vino que a duras penas podía cubrir con su producción interna. Ausencia de filoxera, fuerte demanda y altos precios dieron lugar a la más intensa oleada de plantaciones que haya conocido jamás el viñedo valenciano. A partir de 1900 Francia dejó de depender de los viñedos españoles, ya que sustituyó las importaciones de España por las de su colonia, Argelia, poniendo fin a aquella “Edad de Oro”.